# Alexander Godunov
Pour les articles homonymes, voir Godounov.
Alexandre Godounov (en russe : Александр Борисович Годунов ; Aleksandr Borissovitch Godounov), né le 28 novembre 1949 sur l'île de Sakhaline (URSS) et mort le 18 mai 1995, est un danseur et acteur soviétique naturalisé américain. Réfugié politique aux États-Unis dans les années 1970, il y poursuit sa carrière de danseur et devient également comédien.

## Biographie
Alexander Godunov, fils de Boris Godounov et de Lidia Nicholaevna Studentova, est né sur l'île de Sakhaline, située à l'est de la Russie, le 28 novembre 1949 dans une famille de militaires. Ses parents divorcent, son frère Sasha a alors trois ans. Sa mère quitte Sakhaline avec ses deux fils pour Riga, Lettonie où elle inscrit Alexandre à 9 ans, contre sa volonté car il voulait être un soldat, à Riga State Ballet School en 1958. Il étudie dans la même classe que Mikhaïl Barychnikov, sous la direction de Juris Kaprālis et Artūrs Ēķis. Sélectionné parmi plus de 250 enfants, il commence la danse à l'âge de neuf ans. Doué, il progresse très rapidement, puis fait des tournées avec le Moscow Classical Ballet.
Alexandre sort diplômé en 1967. Dans les années 1967-1971 Godounov danse pour l'ensemble chorégraphique de l'État du ballet classique (« jeune ballet ») sous la direction d'Igor Moïsseïev.
En 1971, il fait partie du ballet du Bolchoï, où il devient sans tarder étoile. Ses prestations dans Le Lac des cygnes et Giselle, et dans des représentations classiques et contemporaines, lui valent de nombreux éloges et médailles. Il séduit dans ses puissantes interprétations des ballets de Iouri Grigorovitch et devient le partenaire favori de Maïa Plissetskaïa.
Vainqueur (médaille d'or), du concours de ballet de Moscou en 1973, il est reconnu artiste émérite de la République socialiste fédérative soviétique de Russie (RSFSR) en 1976.
Le 23 août 1979, lors d'une tournée avec le ballet du Bolchoï dans la ville de New York, Godunov contacte les autorités locales et demande le droit d'asile, créant ainsi un incident diplomatique entre les États-Unis et l'URSS. Lorsque le KGB découvre son absence, sa femme, Ludmila Vlasova, ballerine dans la même compagnie, est placée dans un avion pour Moscou, à l'aéroport John-F.-Kennedy. Le décollage est retardé, le temps de faire une enquête pour déterminer si elle souhaitait quitter le sol américain de son plein gré.
Le président américain, Jimmy Carter, et Léonid Brejnev sont mis au courant de l'incident et, après trois jours, Ludmila Vlasova décolle vers sa famille en Russie. Godunov se battra pendant un an pour le retour de sa femme aux États-Unis, mais sans succès. Surnommés les « Roméo et Juliette de la guerre froide », ils divorcent en 1982.
Il danse brièvement avec l'American Ballet Theatre, mais en 1982 il se brouille avec le directeur du ballet, son ami d'enfance, Mikhaïl Barychnikov. Dès lors, il voyage avec sa propre troupe puis se rend à Los Angeles, Californie, où il abandonne le ballet et la danse pour se lancer dans une carrière d'acteur. On le verra notamment dans Witness et Piège de cristal. Il entretient une liaison avec l'actrice Jacqueline Bisset jusqu'en 1988.
Atteint d'une hépatite aggravée par son alcoolisme, Alexander Godunov est retrouvé mort dans sa maison d'Hollywood à l'âge de 45 ans, par une infirmière envoyée par des amis, deux jours après son décès, le 18 mai 1995. Ses cendres seront dispersées dans l'océan Pacifique. Ni sa mère, ni son frère, ni ses neveux et nièces n'étaient présents à la cérémonie, mais un cénotaphe lui est dédié au cimetière de la Présentation à Moscou.

## Dans la culture
En 1985, le réalisateur Sergueï Mikaelian consacre son film Vol 222 à l'épisode de défection de Godunov à l'Ouest,,.  
Il est cité dans Les Éclats de Bret Easton Ellis comme étant l’amant de Jacqueline Bisset dans les années 1980.

## Filmographie
- 1974 : Anna Karenina : Vronsky
- 1978 : 31 iyunya (TV)
- 1985 : Witness (Witness) : Daniel Hochleitner
- 1986 : Une baraque à tout casser (The Money Pit) : Max Beissart, the Maestro
- 1988 : Piège de cristal (Die Hard) de John McTiernan : Karl Vreski
- 1990 : The Runestone (en) : Sigvaldson, The Clockmaker
- 1992 : Waxwork 2 : Scarabis
- 1994 : L'Irrésistible North (North) : Amish Dad
- 1996 : The Zone : Lothar Krasna